# 배석현
배석현은 대한민국의 전 NC 다이노스의 단장이다. NC 다이노스 상무를 역임하다 2012년 7월 1일 이상구에 이어 NC 다이노스 2대 단장에 임명된다.
NC 다이노스 구단의 창단 총 실무 책임을 맡아 초대 김경문 감독 영입하고, 나성범 박민우 선수등을 신인지명하여 선수구성의 기틀을 마련하고 이후 이호준 박석민 이종욱 손시헌 선수등의   FA 영입을 총괄하였다. 외국인 선수로는 에릭 테임즈 및 에릭 해커 등  KBO 외국인 선수 중 최고의 성적을 거둔 선수들을 영입하여 창단 후 최단기간내 포스트시즌 진출을 이루어 냈다

## 경력
- 2011년 4월 ~ 2012년 6월 30일 NC 다이노스 상무
- 2011년 7월 1일 ~ 2016년 12월 31일  NC 다이노스 단장
- 2017년 국제업무
- 2018년 경영본부장

## 출신학교
1. ↑  - NC 다이노스, 이상구 부사장-배석현 ‘단장’ - 아시아뉴스타임

2 . http://sports.news.naver.com/kbaseball/news/read.nhn?oid=468&aid=0000027827